# 脫羅
脫羅（—1506年），明朝建州女真人，建州左衛掌衛右都督董山之子，猛哥帖木兒之孫。
明朝1467年殺死董山之後，1469年授脫羅建州左卫都指揮同知（降袭），弘治初年（一说1472年）升为都督。他扩大和汉地的贸易，交换农具、耕牛，发展农业。向明朝进贡，由五十余人增加到一千二百余人。明朝太监汪直专权，1477年，想要攻打建州。1478年，兵部侍郎马文升招抚建州，脫羅与凡察的儿子卜花秃等195人和建州卫掌印都指挥完者秃（李满住的孙子）等27人应命朝贡。在任33年，朝贡不绝。1506年脫羅死後，他的兒子脫原保繼承都督僉事一職。

## 與清朝皇族的關係
《清實錄》有关于妥羅（转写：Tolo）的记载，和脱罗应该是同一个人。根据这一记载，妥羅是充善的兒子，錫寶齊篇古的哥哥，福满的伯父，觉昌安的伯祖父，塔克世的伯曾祖父，清太祖努尔哈赤的伯高祖父。